# ریوجی ایکه‌دا
ریوجی ایکه‌دا (انگلیسی: Ryoji Ikeda) آهنگساز و هنرمندِ صداسازِ اهل ژاپن است.
وی هنرمندی در حوزه‌ی هنرهای بصری و صوتی است که در حال حاضر در پاریس فرانسه زندگی و کار می‌کند. موسیقی ایکه‌دا عمدتاً بر صدا در حالت‌های «خام» مختلف تمرکز دارد، مانند تُن‌های سینوسی و نویز، و اغلب از فرکانس‌هایی استفاده می‌کند که در مرز شنوایی انسان قرار دارند. از نظر ریتم، موسیقی او بسیار خلاقانه است؛ از الگوهای ضربی (beat patterns) بهره می‌برد و گاهی با ترکیبی از تُن‌های مجزا و نویز، حس کارکرد یک درام ماشین را ایجاد می‌کند. آثار او همچنین به دنیای موسیقی امبینت و سبک «لوئرکیس» (lowercase) نزدیک می‌شود؛ بسیاری از قطعات آلبوم‌هایش بر ساخت مناظر صوتیِ به‌آرامی در حال تحول تمرکز دارند، بی‌آنکه ضرب‌آهنگ مشخصی داشته باشند یا اصلاً نبضی در آن‌ها احساس شود.